# Петров, Николай Николаевич (онколог)

Памятник на Комаровском кладбище

Бюст Н. Н. Петрову перед институтом

Никола́й Никола́евич Петро́в (2 (14) декабря 1876 — 2 марта 1964) — русский и советский хирург, основоположник отечественной онкологии, автор первой в России монографии «Общее учение об опухолях», автор книги «Вопросы хирургической деонтологии». Он впервые ввёл понятие о медицинской деонтологии в отечественную медицинскую литературу.

## Биография
Родился 2 (14) декабря 1876 года в Санкт-Петербурге в семье учёного. Окончив в 1894 году гимназию, поступил в Военно-медицинскую академию, по окончании которой в 1899 году был оставлен ординатором в хирургической клинике профессора М. С. Субботина. Здесь он защитил в 1902 году докторскую диссертацию, посвящённую туберкулёзному поражению суставов в связи с травмой. В 1903—1904 годах совершенствовал свои знания в клиниках Германии, Австрии и Франции. С 1905 года — приват-доцент в Военно-медицинской академии, а затем на Высших женских курсах. В 1912 году он был профессором хирургической клиники Варшавского университета. В 1913 году вернулся в Петербург и возглавил кафедру хирургии Института усовершенствования врачей.
Занимался исследованием свободной пластики костей; в 1913 году вышла его монография «Свободная пластика костей». Одновременно он интересовался проблемами онкологии; в 1910 году он опубликовал работу «Общее учение об опухолях» — первую в России монографию о злокачественных опухолях.
С 1914 года Петров работал хирургом-консультантом на фронтах первой мировой, а затем гражданской войны. С 1921 по 1925 год преподавал хирургию в Институте усовершенствования врачей и в 1-м Ленинградском медицинском институте.
В 1925 году организовал онкологическое отделение при больнице имени И. И. Мечникова, с 24 декабря 1925 года был его заведующим. Вскоре, 16 марта 1927 года онкологическое отделение было преобразовано в Научно-практический онкологический институт под его руководством.
В 1932 году опубликовал первое в стране руководство «О злокачественных опухолях». В 1938 году организовал лабораторию экспериментального рака в Сухуми. С 1939 года — член-корреспондент АН СССР, с 1944 — академик Академии медицинских наук СССР.
Умер 2 марта 1964 года; похоронен на Комаровском кладбище. Надгробие входит в культурно-историческое наследие Курортного района Санкт-Петербурга федерального уровня охраны. В составе Комаровского некрополя охраняется под эгидой ЮНЕСКО;

## Награды и премии
- Герой Социалистического Труда (22 апреля 1957)
- 4 ордена Ленина (18 июля 1942; 10 марта 1947; 19 сентября 1953; 22 апреля 1957)
- 2 ордена Трудового Красного Знамени (16 декабря 1935; 10 июня 1945)
- медали
- Ленинская премия (1963) — за цикл работ, посвящённых вопросам экспериментальной и клинической онкологии, опубликованных в книгах: «Динамика возникновения и развития злокачественного роста в эксперименте на обезьянах» (1951), «Руководство по общей онкологии» (1958, 1961), «Злокачественные опухоли» (тт. 1—3, 1947—1962)
- Сталинская премия II степени (10 апреля 1942) — за научные работы по онкологии и хирургии язвенной болезни желудка и двенадцатиперстной кишки, опубликованные в 1941 году в книге «Краткий очерк сравнительной патологии опухолей у животных и человека» и в сборнике «Язвенная болезнь желудка и двенадцатиперстной кишки и её хирургическое лечение»

## Память
В 1966 году НИИ онкологии в посёлке Песочный (Санкт-Петербург) присвоено имя Н. Н. Петрова.

## Семья
Сын известного учёного, инженер-генерала Н. П. Петрова, с 1900 года — члена Государственного Совета (изображён на картине И. Е. Репина, хранящейся в Русском музее- «Торжественное заседание Государственного совета 7 мая 1901 г. по случаю столетнего юбилея»).
Семья Петровых владела родовым имением в Осташково на Валдае (сожжено во время Великой Отечественной войны).
Жена Н. Н. Петрова, Любовь Владимировна, окончила Смольный институт. У супругов было две дочери и сын, искусствовед и писатель, Всеволод Петров.

## Н. Н. Петров в Комарово
Николай Николаевич Петров поселился в п. Комарово в 1946 году. Для проживания он выбрал полуостров площадью 2,1 га на озере Щучье. На современных картах этот полуостров называется мыс Весёлый.
60°12′40″ с. ш. 29°47′24″ в. д.).
Дача Н. Н. Петрова, на которой сейчас живут его наследники — семья Ракитовых, представляет собой бывший финский хутор, построенный в 1893 году (дом, баня, конюшня, коровник, сарай и т. д., полное самодостаточное хозяйство; сохранилось до сих пор). Дом сохранился в первозданном виде без ремонта до настоящего времени. В доме находится мемориальная комната академика. Часть вещей и книг учёного были переданы в музей Н. Н. Петрова в институте онкологии в п. Песочный. Быт после войны устраивался медленно, но к озеру были проведены телефон, электричество, асфальтовая дорога. У Петровых была машина, личный шофёр, квартира в Ленинграде. Оплата всех расходов осуществлялась из заработной платы академика. Проживая на озере, Петров вёл активную научную работу, держал под контролем исследования в основанном им Сухумском обезьяньем питомнике. Было у него и хобби: он писал стихи, делал переводы с французского стихов и прозы. Потомки Н. Н. Петрова, внук и правнучка Ракитовы, хранят наследие деда.
Н. Н. Петрову в Комарово было предоставлено два дома: один у станции, второй на Щучьем озере, где он жил только в летнее время. На берегу был сделан навес — беседка, где академик любил работать. Вставал он около шести часов и много работал в беседке, писал статьи. К нему приезжали ведущие светила медицинской науки, например хирург Ф. Г. Углов, который был его учеником и тоже жил в Комарово.